# Universidade Holística Internacional da Paz
A Universidade Holística Internacional da Paz (UNIPAZ) é uma instituição de ensino superior na área de cultura da paz sediada na cidade brasileira de Brasília, mais precisamente na  Região Administrativa do Park Way, mas com ramificações em diversas cidades do Brasil. A ideia de sua fundação partiu do pensador francês Pierre Weil. Fundada em 1987, foi a primeira instituição da América Latina a possuir cursos voltados para a promoção de uma cultura de paz.
A UNIPAZ desenvolve programas de pós-graduação lato sensu em nível de especialização, em áreas como Psicologia Transpessoal e Pedagogia da Cooperação (este em parceria com a Universidade Paulista - UNIP), e promove a realização de cursos livres e de extensão universitária.
O atual reitor da UNIPAZ é o antropólogo e psicólogo Roberto Crema e a atual vice-reitora é a psicóloga Lydia Rebouças.

## Histórico
A primeira Universidade Holística foi fundada em Paris (França) na década de 1970, por iniciativa da psicóloga francesa Monique Thoenig, com o apoio do educador e psicólogo francês Pierre Weil e do teólogo, filósofo e escritor francês Jean-Yves Leloup. Contudo, após algumas dificuldades, concluiu-se pela necessidade de promover uma renovação nesse ideário que veio a frutificar no Brasil, precisamente em 1987 quando o Governador do Distrito Federal, José Aparecido de Oliveira, em 1987, convidou Pierre Weil para integrar uma comissão do Governo do Distrito Federal e, posteriormente, para assumir a responsabilidade de presidir e estruturar a Fundação Cidade da Paz, entidade mantenedora da Universidade Holística Internacional da Paz, a qual iniciou suas atividades em Brasília/DF.

## Filosofia educacional
A forma de ensino da UNIPAZ é um exemplo da transdisciplinariedade proposta por diversas recomendações da UNESCO. A estrutura de ensino da UNIPAZ é baseada em três níveis, os de: sensibilização, de formação e de pós-formação, de pesquisas e de ação reparadora daquilo que o ser humano desorganizou ou destruiu em si mesmo, na sociedade ou na natureza. Que pode ser exposta da seguinte maneira:
1. A Paz consigo próprio (Ecologia e Consciência individuais), sobre os planos do corpo, das emoções e do espírito.
2. A Paz com os outros (Ecologia e Consciência Sociais), sobre os planos da economia, da sociedade e política, e da cultura.
3. A Paz com a natureza (Ecologia e Consciência do Universo), sobre os planos da matéria, da vida e da informação

## Princípios éticos
1. INTEIREZA[4]
  1. Princípio 1: Estar atento à utilização da terminologia holística (do grego Holos: inteiro), levando em conta que o novo paradigma considera cada evento como sendo uma parte e um reflexo do todo, conforme a metáfora do holograma. É uma visão na qual o todo-e-as-partes estão sinergicamente em inter-relações dinâmicas, constantes e paradoxais.
  2. Princípio 2: Cultivar discernimento, tolerância, respeito, alegria, simplicidade e clareza nos encontros entre representantes das Ciências, Filosofias, Artes e Tradições Espirituais, necessários para a abordagem transdisciplinar em equipe.
  3. Princípio 3: Focalizar com abertura e exame crítico a complementaridade e a contradição na consideração do relativo e do absoluto, da vida quantitativa e da qualitativa, a serviço da vida, do homem e da evolução.
2. INCLUSIVIDADE[4]
  1. Princípio 4: Respeitar a fonte das Ciências, Filosofias, Artes e Tradições Espirituais, ao mesmo tempo que a singularidade destas.
  2. Princípio 5: Reconhecer e respeitar cada ser e cada cultura como manifestações da realidade plena.
  3. Princípio 6: Levar em consideração o fato de que o produto de toda criatividade não tem, em última instância, nenhum proprietário, respeitando, contudo, os autores individuais e coletivos.
3. PLENITUDE[4]
  1. Princípio 7: Ser solidário com o outro na satisfação de suas necessidades de sobrevivência e de transcendência.
  2. Princípio 8: Colaborar com o outro na preservação do bem comum e na convivência harmoniosa com a natureza.
  3. Princípio 9: Buscar um ideal de sabedoria indissociado da dimensão do amor e do serviço.

## Reitores da UNIPAZ
| Reitor        | Formação                  | Período     |
| ------------- | ------------------------- | ----------- |
| Pierre Weil   | Psicologia                | 1987 - 2008 |
| Roberto Crema | Psicologia e Antropologia | 2008 -      |

## Ligações Externas
- «Site oficial da UNIPAZ»
- «Site oficial da UNIPAZ no Distrito Federal»
- «Site oficial da UNIPAZ em São Paulo»
- «Site oficial da UNIPAZ no Rio de Janeiro»
- «Site oficial da UNIPAZ na Bahia»
- «Site oficial da UNIPAZ em Minas Gerais»
- «Site oficial da UNIPAZ no Rio Grande do Sul»